# Yucca Valley
Yucca Valley és una població dels Estats Units a l'estat de Califòrnia. Segons el cens del 2000 tenia 16.865 habitants.

## Demografia
Segons el cens del 2000, Yucca Valley tenia 16.865 habitants, 6.949 habitatges, i 4.489 famílies. La densitat de població era de 162,7 habitants/km².
Dels 6.949 habitatges en un 27,9% hi vivien nens de menys de 18 anys, en un 47,1% hi vivien parelles casades, en un 13% dones solteres, i en un 35,4% no eren unitats familiars. En el 30% dels habitatges hi vivien persones soles el 16,5% de les quals corresponia a persones de 65 anys o més que vivien soles. El nombre mitjà de persones vivint en cada habitatge era de 2,38 i el nombre mitjà de persones que vivien en cada família era de 2,94.
Per edats la població es repartia de la següent manera: un 25,1% tenia menys de 18 anys, un 7,1% entre 18 i 24, un 22,6% entre 25 i 44, un 22,4% de 45 a 60 i un 22,8% 65 anys o més.
L'edat mediana era de 42 anys. Per cada 100 dones de 18 o més anys hi havia 85,1 homes.
La renda mediana per habitatge era de 30.420 $ i la renda mediana per família de 36.650 $. Els homes tenien una renda mediana de 35.037 $ mentre que les dones 25.234 $. La renda per capita de la població era de 16.020 $. Entorn del 16,2% de les famílies i el 19,5% de la població estaven per davall del llindar de pobresa.

## Poblacions més properes
El següent diagrama mostra les poblacions més properes.